# Parmaptera permiana

Parmaptera permiana (лат.) — ископаемый вид насекомых из семейства Parmapteridae, единственный в составе монотипического рода Parmaptera (отряд Cnemidolestodea). Пермский период (Чекарда, кунгурский ярус, около 280 млн лет), Европа, Пермский край. Длина переднего крыла 60 мм, заднего крыла — 55 мм. Голова маленькая, глаза крупные. Передние бёдра длинные, с продольным рядом шипиков. Сестринский таксоны: Heterologus (обнаружен в каменноугольном периоде Китая и США), Prygidae, Sylvabestiidae. Вид был впервые описан в 2015 году российскими палеоэнтомологами Д. С. Аристовым и А. П. Расницыным (Палеонтологический институт РАН, Москва) по ископаемым отпечаткам.